# صدامو می‌شنوی؟ (آلبوم چندآهنگه)
صدامو می‌شنوی؟ (انگلیسی: Can You Hear Me?) دومین آلبوم چندآهنگه (ئی‌پی) ژاپنی از آی‌یو، خواننده و ترانه‌پرداز اهل کره جنوبی است و در ۲۰ مارس ۲۰۱۳ منتشر شد.

## جدول‌ها
| جدول (۲۰۱۳)                         | بهترین جایگاه |
| ----------------------------------- | ------------- |
| آلبوم‌های روزانه اوریکون ژاپن        | 9             |
| آلبوم‌های هفتگی اوریکون ژاپن         | 23            |
| جدول جی-میوزیک جِی-پاپ/کی-پاپ تایوان | 10            |

## فروش‌ها و گواهی‌نامه‌ها
| جدول                   | فروش  |
| ---------------------- | ----- |
| فروش‌های فیزیکی اوریکون | ۸٬۰۰۰ |

## تاریخچه انتشار
| منطقه  | تاریخ        | فرمت                              | ناشر               | کدهای کاتالوگ          |
| ------ | ------------ | --------------------------------- | ------------------ | ---------------------- |
| ژاپن   | ۲۰ مارس ۲۰۱۳ | سی‌دی، سی‌دی+دی‌وی‌دی، دانلود دیجیتال | ئی‌ام‌آی میوزیک ژاپن | TOCT-29128, TOCT-29129 |
| تایوان | ۲۲ مارس ۲۰۱۳ | سی‌دی+دی‌وی‌دی                       | گلدن تایفون        | I5309                  |
| ژاپن   | ۶ آوریل ۲۰۱۳ | Rental CD+DVD                     | ئی‌ام‌آی میوزیک ژاپن | TOCT-29128             |